# Katedra Bagrata
Katedra Bagrata (gruz. ბაგრატი; ბაგრატის ტაძარი) – katedra Gruzińskiego Kościoła Prawosławnego, leżąca w Kutaisi w zachodniej Gruzji. Występuje także pod oficjalną nazwą Katedra Zaśnięcia Bogurodzicy. Jest najcenniejszą budowlą sakralną w Kutaisi.

## Historia
Katedra znajduje się na szczycie wzgórza Ukimerioni, na północnym brzegu rzeki Rioni. Została zbudowana na początku XI wieku, za panowania króla Bagrata III, od którego imienia wzięła swoją nazwę. Na północnej ścianie znajduje się inskrypcja, która mówi że budowę świątyni zakończono w 1003 (dokł. chronicon 203). Uważa się, że katedra powstała w tzw. „złotym wieku” gruzińskiej kultury i państwowości. Ze względu na swoje znaczenie historyczne i artystyczne zajmuje ważne miejsce w sztuce średniowiecznej Gruzji. Była symbolem politycznej potęgi kraju oraz jedności narodowej. Kilka lat po zakończeniu budowy katedry, do lewej strony fasady zachodniej została dobudowana trzypiętrowa wieża mieszkalna, która prawdopodobnie służyła jako kwatery królewskie lub jako siedziba miejscowego arcybiskupa. Po zakończeniu budowy, powstały także bogato zdobione portyki z otwartymi arkadami dobudowane do boków południowo-zachodnich. Dwie dekady później, koncepcja ta została powtórzona z przodu bram wejściowych w zachodniej i południowej stronie. Te późniejsze ozdoby zostały naznaczone kamiennymi ozdobami: mityczne zwierzęta, ludzkie twarze, a czasem ludzkie twarze z ciałami zwierząt dominują, zazwyczaj powiązane są z bogatymi motywami liści. W 1692 została spustoszona i wysadzona przez Turków osmańskich, którzy najechali Królestwo Imeretii. Wybuch spowodował zawalenie się kopuły i stropu. 6 sierpnia 1770 podczas bombardowania Kutaisi przez wojska rosyjskie, rozsypała się kopuła katedralna, zniszczone zostały okna i kolumny.
Prace związane z konserwacją i rekonstrukcją, a także badania archeologiczne, rozpoczęły się w 1952 i trwały do 2012. W 1994 katedra została, wraz z Monastyrem Gelati, wpisana na Listę światowego dziedzictwa UNESCO. W 2001 świątynia została oddana Gruzińskiemu Kościołowi Prawosławnemu. Rzadko odbywają się w niej nabożeństwa, przyciąga natomiast wielu pielgrzymów i turystów. W 2008 rozpoczęto rekonstrukcję katedry wbrew opinii UNESCO, która apelowała, aby nie naruszać historycznej autentyczności obiektu i pozostawić go w stanie niezmienionym jako ruinę. Obawiano się także, że budowa kopuły może naruszyć oryginalne fundamenty. Postęp prac budowlanych spowodował, że w 2010 roku UNESCO umieściło obiekt na Liście Dziedzictwa Zagrożonego. W 2012 rekonstrukcja katedry została ukończona. W rezultacie tych prac, 10 lipca 2017 katedra została usunięta z Listy Światowego Dziedzictwa UNESCO.
Obecnie jasne ściany katedry stanowią tło dla fotografii ślubnych, a katedra jest popularnym miejscem przyjazdu par ślubnych na sesje zdjęciowe.

## Opis
Świątynia opiera się na systemie krzyżowo-kopułowym z wysuniętymi na południe i północ ramionami krzyża zakończonymi apsydami. Już od początku kościół oszałamiał rozmiarami i mnogością zdobień, szczególnie dekoracji kamieniarskich. Ściany i podłoża były niegdyś pokryte mozaikami. Do naszych czasów zachowały się fragmenty fresków z przedstawieniami Najświętszej Bogurodzicy.
Tuż obok na wschód od katedry stoją ruiny pałacu-cytadeli z VI wieku. Budowla została zniszczona w 1770 roku podczas oblężenia wojsk rosyjskich. Zachowały się jedynie fragmenty piwnicy na wina w zachodnim skrzydle pałacu, cerkiew pośrodku placu i średniowieczne mury.

## Galeria

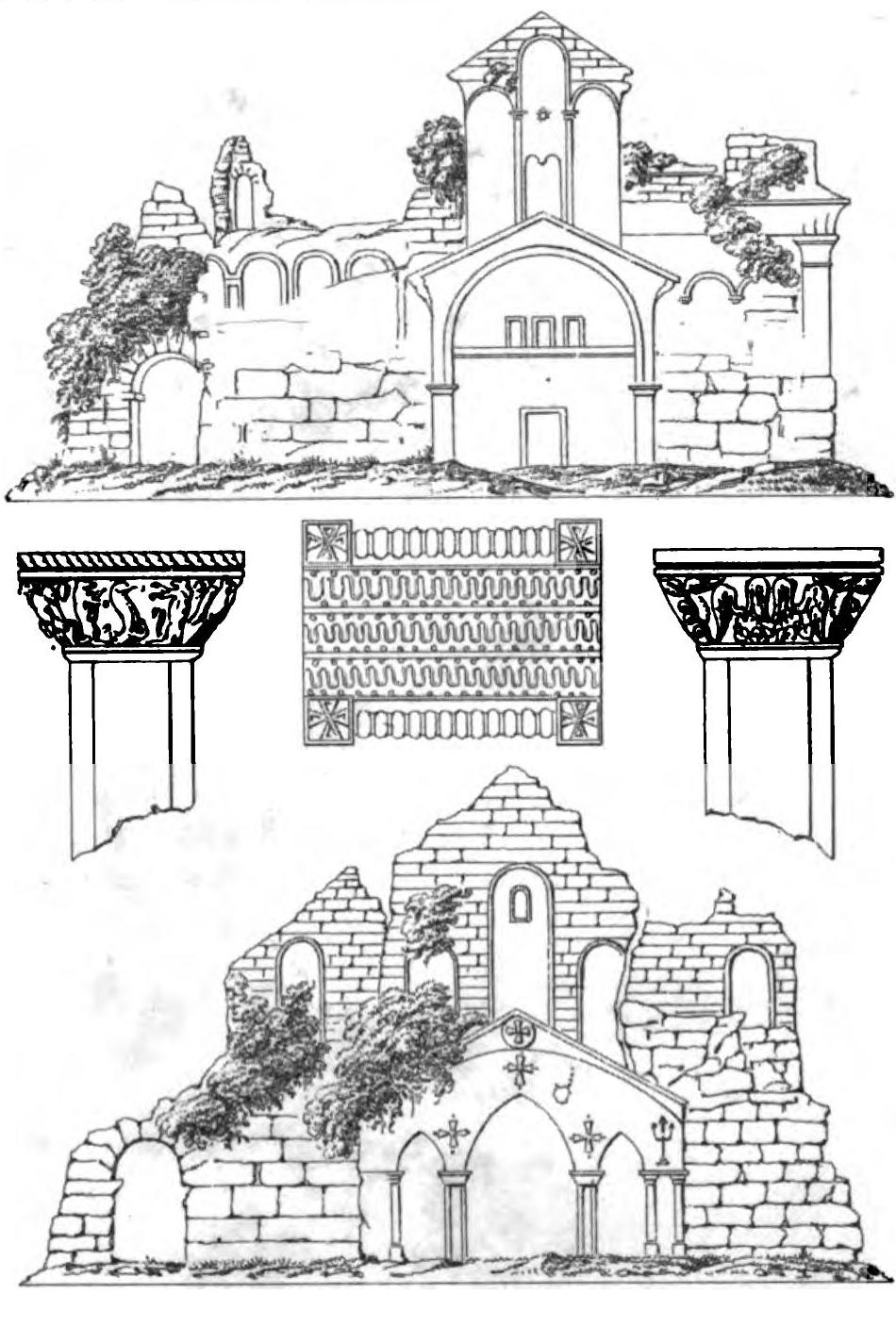
Rysunek katedry z 1838
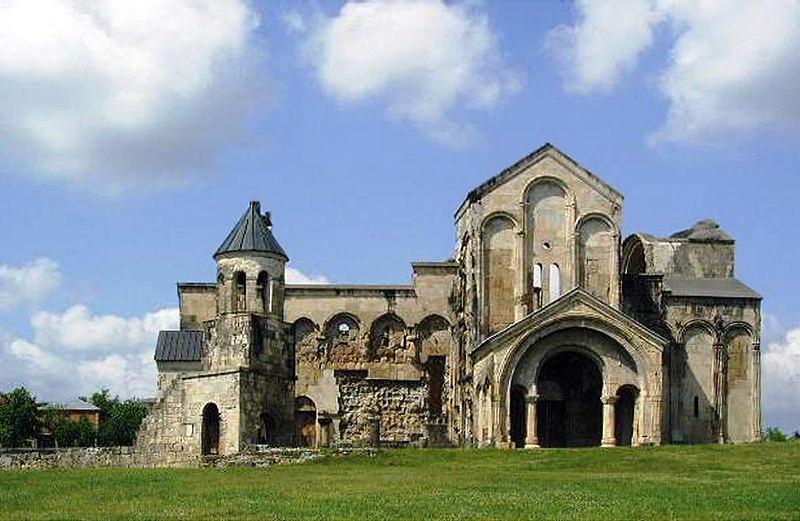
Wygląd katedry przed remontem
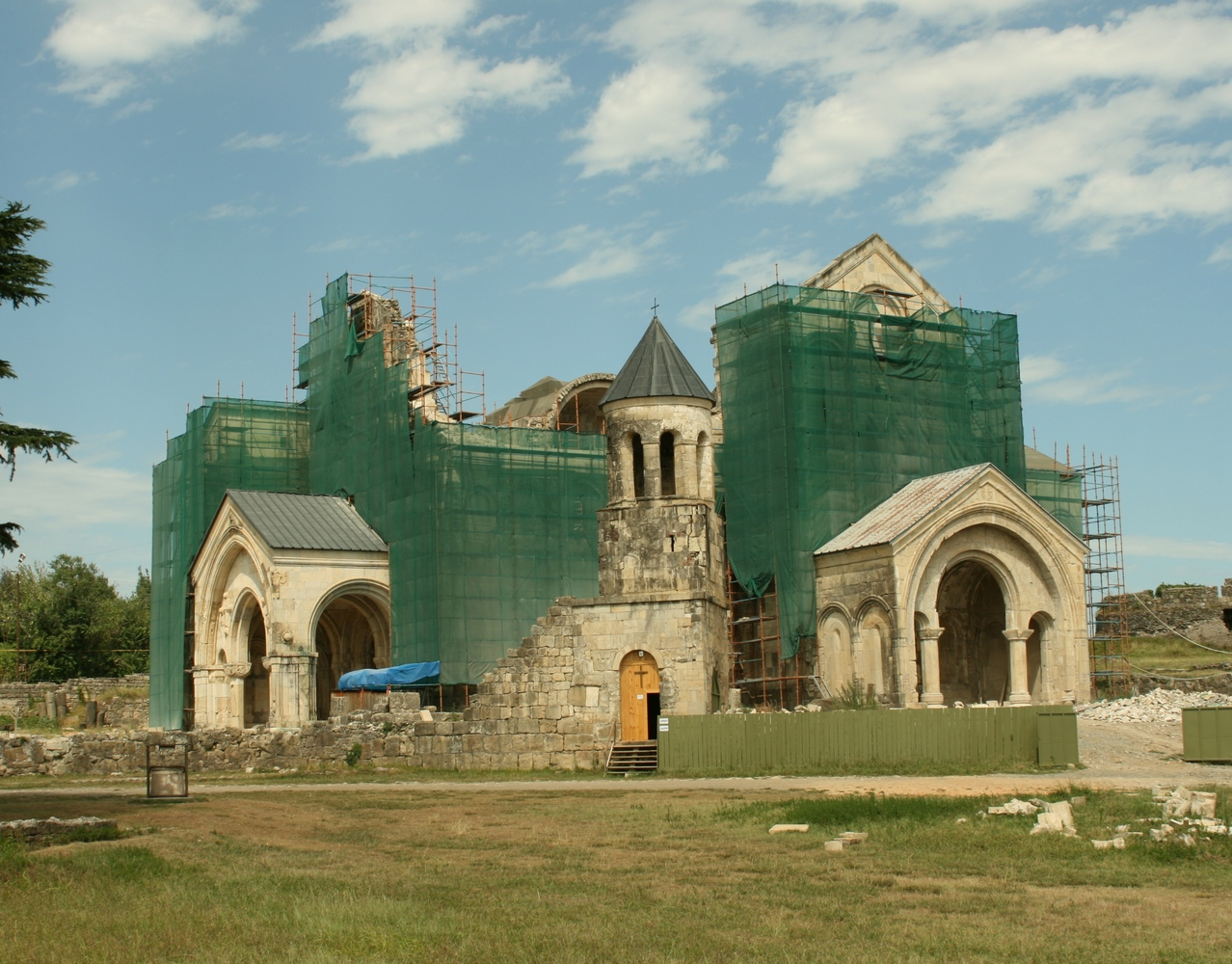
Katedra w trakcie remontu (2010)
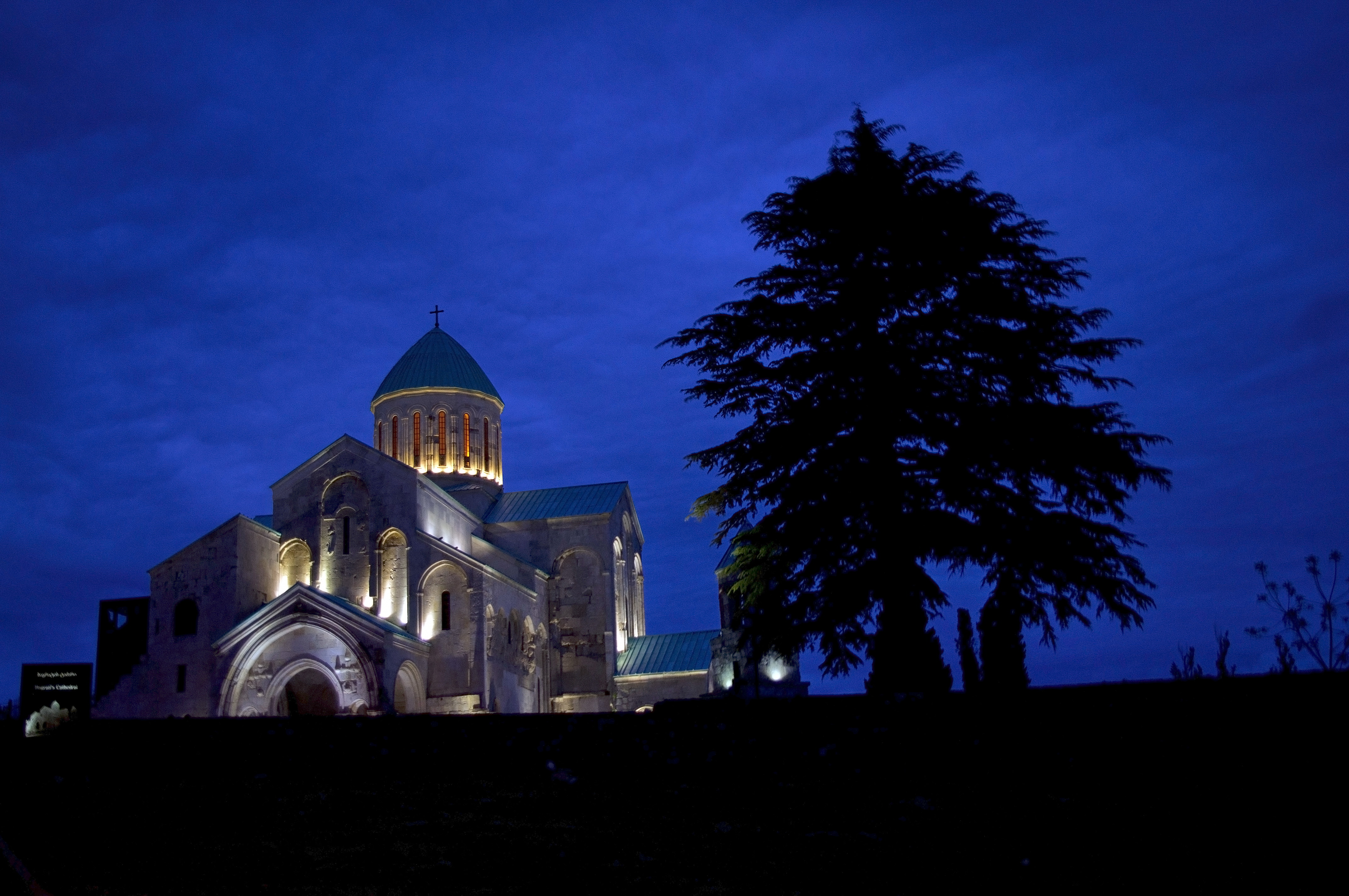
Podświetlenie zrekonstruowanej katedry nocą
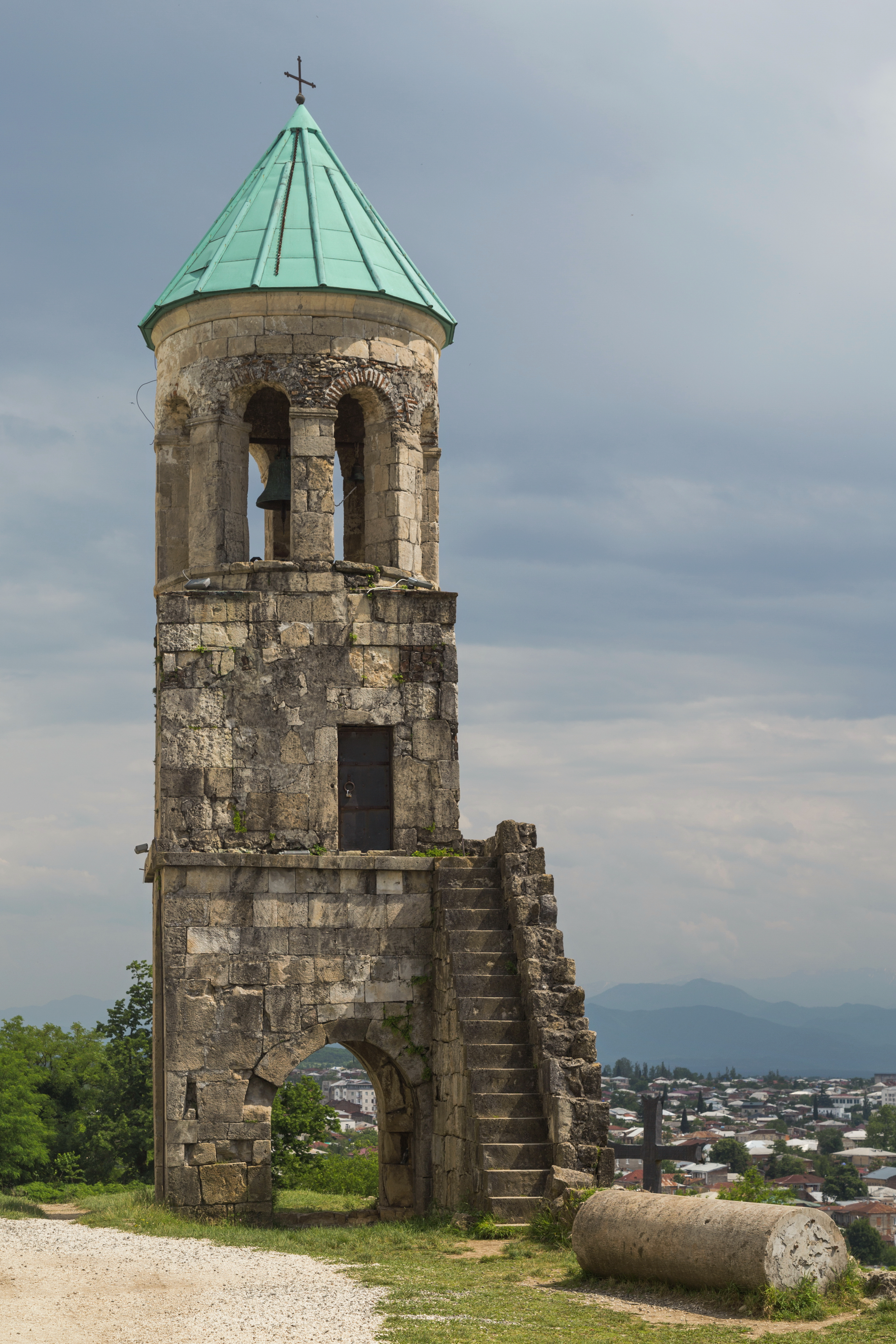
Dzwonnica